# U Don’t Know Me (Like U Used To)
«U Don’t Know Me (Like U Used To)» — песня американской соул-исполнительницы Брэнди из её второго студийного альбома Never Say Never (1998). Она была написана Айзеком Филлипсом, Пэрис Дэвис, Шоном Брайантом, Родни «Darkchild» Джеркинсом и Норвуд. Продюсированием занимался Джеркинс, а дополнительным продюсированием — Норвуд.
Песня была выпущена в качестве пятого американского сингла и шестого общего сингла альбома Never Say Never в сентябре 1999 года. Песня заняла 79 место в американском чарте Billboard Hot 100 и 25 место в Hot R&B/Hip-Hop Songs, а также попала в топ-20 чартов UK Dance и UK R&B. Ремикс-версия трека с участием женщин-рэперш Shaunta и Da Brat сопровождалась мини-альбомом с ремиксами под названием U Don’t Know Me… Like U Used to — The Remix EP и второе музыкальное видео, снятое Мартином Вайсом, с альтернативными визуальными эффектами.

## Отзывы
Редактор Billboard Чак Тейлор назвал «U Don’t Know Me (Like U Used To)» «летней, задорной песней, которую можно петь вместе с хуком». Он сравнил песню с дебютным синглом Норвуд «I Wanna Be Down», назвав её «гипнотической», и нашёл, что её «более грубый, чем обычно, вокал временами даже звучит как Мэри Джей Блайдж». Да’Шан Смит из Revolt назвал песню одной из «выдающихся записей» из альбома Never Say Never и нашёл, что она напоминает «дни Брэнди 94-го года, но приподняла её для настоящего и будущего 98-го».

## Музыкальное видео
Музыкальное видео на песню «U Don’t Know Me (Like U Used To)» снял немецкий режиссёр Мартин Вайс. Клип на тему «Матрицы» начинается с людей, идущих перед зданием, а затем по тротуару. Они периодически останавливаются и ускоряют шаг, пока Норвуд поёт. Вайс также снял клип на ремикс-версию песни, в котором Норвуд, Shaunta и Da Brat поют, пока люди проходят мимо по пешеходной дорожке.

## Список треков
| №  | Название                                                | Длительность |
| -- | ------------------------------------------------------- | ------------ |
| 1. | «U Don't Know Me (Like U Used To)» (remix radio edit)   | 4:03         |
| 2. | «U Don't Know Me (Like U Used To)» (album version)      | 4:29         |
| 3. | «U Don't Know Me (Like U Used To)» (remix instrumental) | 4:05         |

| №  | Название                                           | Длительность |
| -- | -------------------------------------------------- | ------------ |
| 1. | «Never Say Never» (Jazz Animal Remix)              | 4:25         |
| 2. | «U Don't Know Me (Like U Used To)» (remix)         | 3:59         |
| 3. | «U Don't Know Me (Like U Used To)» (album version) | 4:27         |
| 4. | «Never Say Never» (album version)                  | 5:09         |

## Чарты

### Еженедельные чарты
| Чарт (1999)                           | Высшая позиция |
| ------------------------------------- | -------------- |
| Великобритания UK Singles (OCC)       | 180            |
| Великобритания (UK Dance Chart)       | 13             |
| Великобритания (UK R&B Chart)         | 19             |
| США (Billboard Hot 100)               | 79             |
| США (Billboard Hot R&B/Hip-Hop Songs) | 25             |